# إيناسيو كارنيرو دوس سانتوس
إيناسيو كارنيرو دوس سانتوس هو لاعب كرة قدم برازيلي في مركز الدفاع، ولد في 29 يناير 1996 في Conceição do Coité ‏ في البرازيل. لعب مع نادي بورتو.

## وصلات خارجية
- إيناسيو كارنيرو دوس سانتوس على موقع قاعدة بيانات كرة القدم.إي يو (الإنجليزية)
- إيناسيو كارنيرو دوس سانتوس على موقع Soccerway.com (الإنجليزية)